# Мужчина, которого я люблю
«Мужчина, которого я люблю» (фр. L'homme que j'aime) — телевизионный фильм французского сценариста и режиссёра Стефана Жюсти, история любви двух парней, один из которых смертельно болен СПИДом. Премьера картины во Франции состоялась 5 декабря 1997 года, в США фильм был впервые представлен на ЛГБТ-кинофестивале в Майами в 2001 году.

## Сюжет
Действие происходит в Марселе на средиземноморском побережье.
Тренер-спасатель Люка, красивый, но тихий и угрюмый блондин, работает в бассейне, там же работает уборщиком Мартен, открытый гей, смертельно больной СПИДом.
Мартен любит жёлтые розы, футбол и стихи Павезе. Он влюбляется в Люка, который находится в отношениях с Лизой. Мартен обожает Люка, буквально преследует его, идёт за ним домой, задавая ему кучу вопросов, которые немногословный Люка терпит с минимальной вежливостью. Наконец ,Мартен приходит к Люка домой, чтобы вернуть брелок, который тот оставил в раздевалке бассейна, и просит стакан воды. Лиза, которая не знает, в чём дело, увидев Мартена, приглашает его на ужин: ей он показался весьма обаятельным.
И его упорство начинает приносить свои плоды. Сначала наступает момент, когда маленькая, едва заметная улыбка любви появляется на губах Люка, и, наконец, он  позволяет себе быстрый нервный поцелуй в шею Мартена.
Так Люка, который сначала был не в восторге от нового знакомства и считал его нежелательным, постепенно открывает в себе нечто новое, и это новое приводит его через дружбу к неожиданной страсти, а может, настоящей любви. Но СПИД берёт своё, и Мартен угасает.

## В ролях
- Жан Мишель Порталь — Люка
- Марсиаль Ди Фонсо Бо — Мартен
- Матиль Сайнер — Лиза
- Виттория Сконьямильо — Роза
- Жак Ансен — отец Люка

## Съёмочная группа
- Автор сценария: Стефан Жюсти
- Режиссёр: Стефан Жюсти
- Оператор: Жак Букин
- Композитор: Лазар Богоссян
- Художник: Катрин Риго
- Монтаж: Катрин Шварц
- Продюсеры:
  - Мишель Ривелен
  - Ален Тортевуа

Большинство уличных сцен фильма было снято в Марселе